# غيرهارد أيسنر
كان غيرهارد إيسنر، المزداد في 5 مارس 1912 في بيرنا؛  والمتوفى في 17 سبتمبر 2004  طبيبا بيطريا ألمانيا طور لقاحات ضد أمراض الحيوان.